# Damián Martínez
Damián (Damier) Martínez (* 2. August 1979) ist ein ehemaliger kubanischer Radrennfahrer.
Damián Martínez gewann 2002 zum ersten Mal eine Etappe bei der Vuelta a Cuba. Im nächsten war er gleich zweimal erfolgreich, 2004 gewann er erneut eine Etappe und wurde Gesamtdritter. In der Saison 2005 gewann er wieder eine Etappe dort und entschied auch die Gesamtwertung für sich. Außerdem wurde er im Straßenrennen der Panamerika-Meisterschaft Dritter, gewann eine Etappe bei Juegos del Alba und er wurde kubanischer Straßenmeister. In der Gesamtwertung der UCI America Tour 2005 belegte Martínez den zweiten Rang hinter Edgardo Simón. In der Saison 2007 fuhr er bis zum 18. Juli für das Continental Team Cinelli-Endeka-OPD.

## Erfolge
2002
- eine Etappe Vuelta a Cuba

2003
- zwei Etappen Vuelta a Cuba

2004
- eine Etappe Vuelta a Cuba

2005
- eine Etappe und Gesamtwertung Vuelta a Cuba
- Kubanischer Straßenmeister

## Teams
- 2007 Cinelli-Endeka-OPD (bis 18.07.)

| Personendaten    | Personendaten             |
| ---------------- | ------------------------- |
| NAME             | Martínez, Damián          |
| ALTERNATIVNAMEN  | Martínez, Damier          |
| KURZBESCHREIBUNG | kubanischer Radrennfahrer |
| GEBURTSDATUM     | 2. August 1979            |